# 大卫·E·里奇
大卫·E·里奇（英語：David Emil Reich，1974年7月14日—）是一位美国遗传学家，主要研究领域是古人类的群体遗传学，即通过全基因组关联分析来发现人类的迁徙和种群的混合。